# Kościół Podwyższenia Krzyża Świętego w Kostomłotach
Kościół Podwyższenia Krzyża Świętego – rzymskokatolicki kościół parafialny należący do dekanatu Kąty Wrocławskie archidiecezji wrocławskiej.

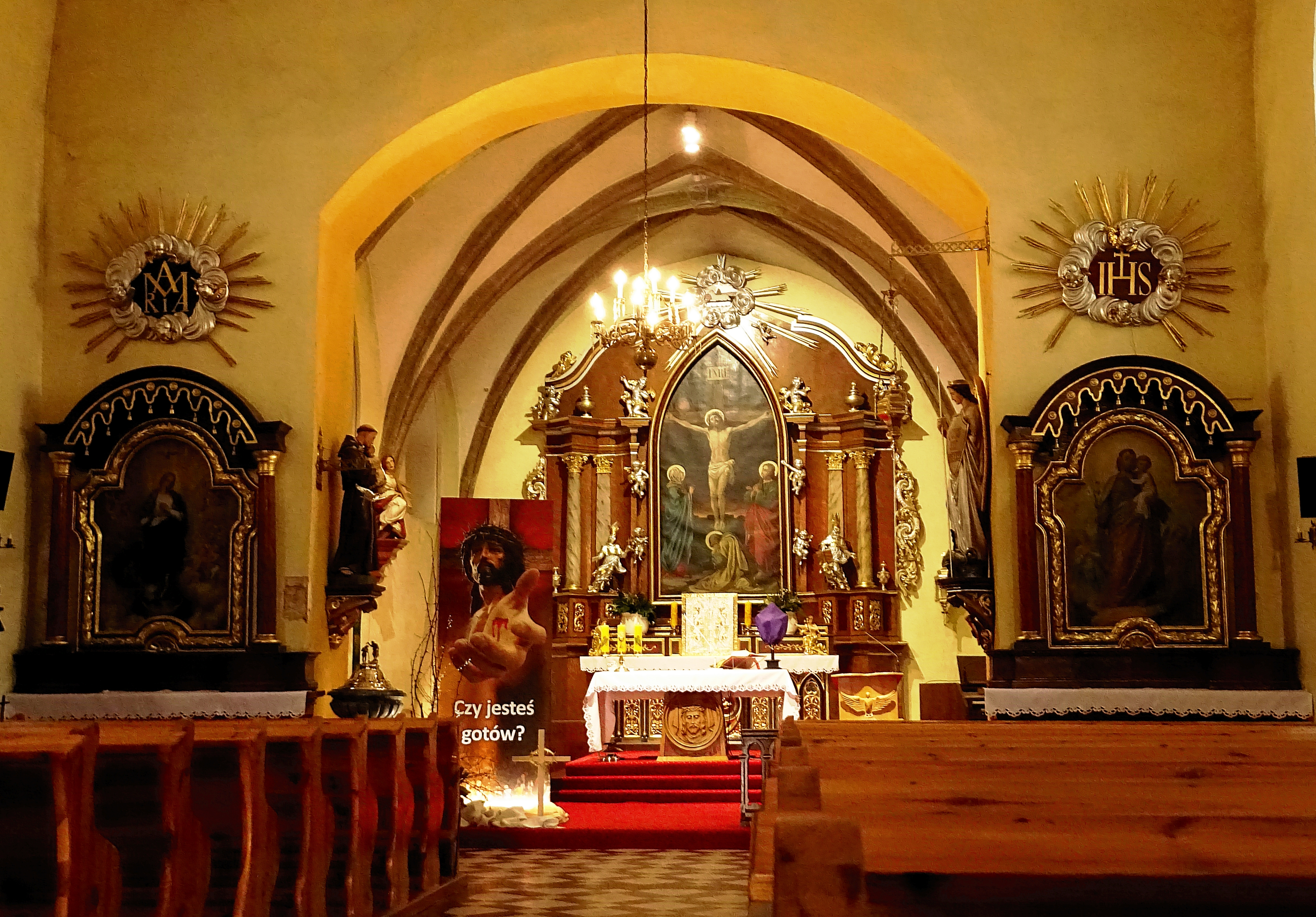
Wnętrze kościoła

Pierwotna budowla była wzmiankowana w 1201 roku i nosiła wezwanie św. Gotarda. Obecna świątynia gotycka wybudowana w połowie XIV wieku, rozbudowana o kruchtę w 1585 roku, powiększona o część zachodnią i wieżę w latach 1818–1819, w 1945 roku została uszkodzona, następnie została zabezpieczona w 1947 roku, w latach 1959–1960 i 1997 była remontowana. Budowla jest orientowana, murowana, jednonawowa, posiada prostokątne, oskarpowane diagonalnie prezbiterium, które nakrywa dwuprzęsłowe sklepienie krzyżowo-żebrowe, oraz zwieńczoną bogatą renesansową ścianą szczytową kruchtę od strony południowej. Barokowy wystrój wnętrza pochodzi z pocz. XVIII w.